# Glykosuri

Glukos

Glykosuri (av klassisk grekiska γλυκύς, "söt", och οὖρον, "urin") är ett medicinskt tillstånd där socker i onormala mängder fälls ut i urinen istället för att reabsorberas av kroppen. 
Glykosuri kan bero på hyperglykemi (för högt blodsocker, särskilt vid diabetes) eller störningar i njurfunktionen vid exempelvis alkoholmissbruk. I sällsynta fall beror glykosuri på ett inneboende problem med glukosreabsorption i njurarna (som Fanconis syndrom), vilket ger ett tillstånd som kallas renal glykosuri. Glykosuri leder till överdriven vattenförlust i urinen med resulterande uttorkning, en process som kallas osmotisk diures.
Alimentär glykosuri är ett tillfälligt tillstånd, när en hög mängd kolhydrater tas upp absorberas den snabbt i vissa fall där en del av magsäcken avlägsnas kirurgiskt, överskottet av glukos uppträder i urinen som producerar glykosuri.
Dessutom producerar SGLT2-hämmare ("gliflozins" eller "flozins") glykosuri som deras primära verkningsmekanism, genom att hämma natrium/glukos cotransporter 2 i njurarna och därigenom störa njurglukosreabsorptionen.
För att glykosmängden ska betraktas som glykosuri bör mängden glykos uppgå till omkring 500 mg/dygn för vuxna. Förr i tiden diagnosticerades diabetes genom att läkaren smakade på urinen och kände att den smakade sött.
Hos en patient med glukosuri bekräftas diabetes genom att mäta faste- eller slumpmässigt plasmaglukos och glykerat hemoglobin (HbA1c).

## Patofysiologi
Blod filtreras av miljontals nefroner, de funktionella enheter som njurarna består av. I varje nefron strömmar blod från arteriolen in i glomerulus, en tofs av läckande kapillärer. Bowmans kapsel omger varje glomerulus och samlar upp filtratet som glomerulus bildar. Filtratet innehåller avfallsprodukter (till exempel urea), elektrolyter (till exempel natrium, kalium, klorid), aminosyror och glukos. Filtratet passerar in i njurens njurtubuli. I den första delen av njurtubuli, den proximala tubuli, återabsorberas glukos från filtratet, över det tubulära epitelet och in i blodomloppet. Den proximala tubuli kan endast reabsorbera en begränsad mängd glukos (ca 375 mg/min), känt som transportmaximum. När blodsockernivån överstiger cirka 160–180 mg/dl (8,9–10 mmol/l), blir den proximala tubuli överbelastad och börjar utsöndra glukos i urinen.
| Urinsticka beteckning | Ungefärlig urinkoncentration |
| --------------------- | ---------------------------- |
| spår                  | 100 mg/dl                    |
| 1+                    | 250 mg/dl df                 |
| 2+                    | 500 mg/dl                    |
| 3+                    | 1000 mg/dl                   |
| 4+                    | 2000 mg/dl                   |

Denna punkt kallas njurtröskeln för glukos (RTG). Vissa människor, särskilt barn och gravida kvinnor, kan ha en låg RTG (mindre än ca 7 mmol/lglukos i blodet för att få glukosuri). Om RTG är så lågt att även normala blodsockernivåer orsakar tillståndet, kallas det njurglykosuri.
Glukos i urin kan identifieras med Benedicts kvalitativa test.
Om jäst finns i urinblåsan kan sockret i urinen börja jäsa, vilket ger ett sällsynt tillstånd som kallas urinautobryggningssyndrom.